# Trachys troglodytiformis
Trachys troglodytiformis es una especie de escarabajo del género Trachys, familia Buprestidae. Fue descrita científicamente por Obenberger en 1918.
Originalmente se distribuye por el sur de Europa y el norte de África hasta el Cáucaso. Ha sido introducida en Norteamérica. Mide 2,2-3,8 milímetros de longitud.